# Лефран, Жак-Франсуа

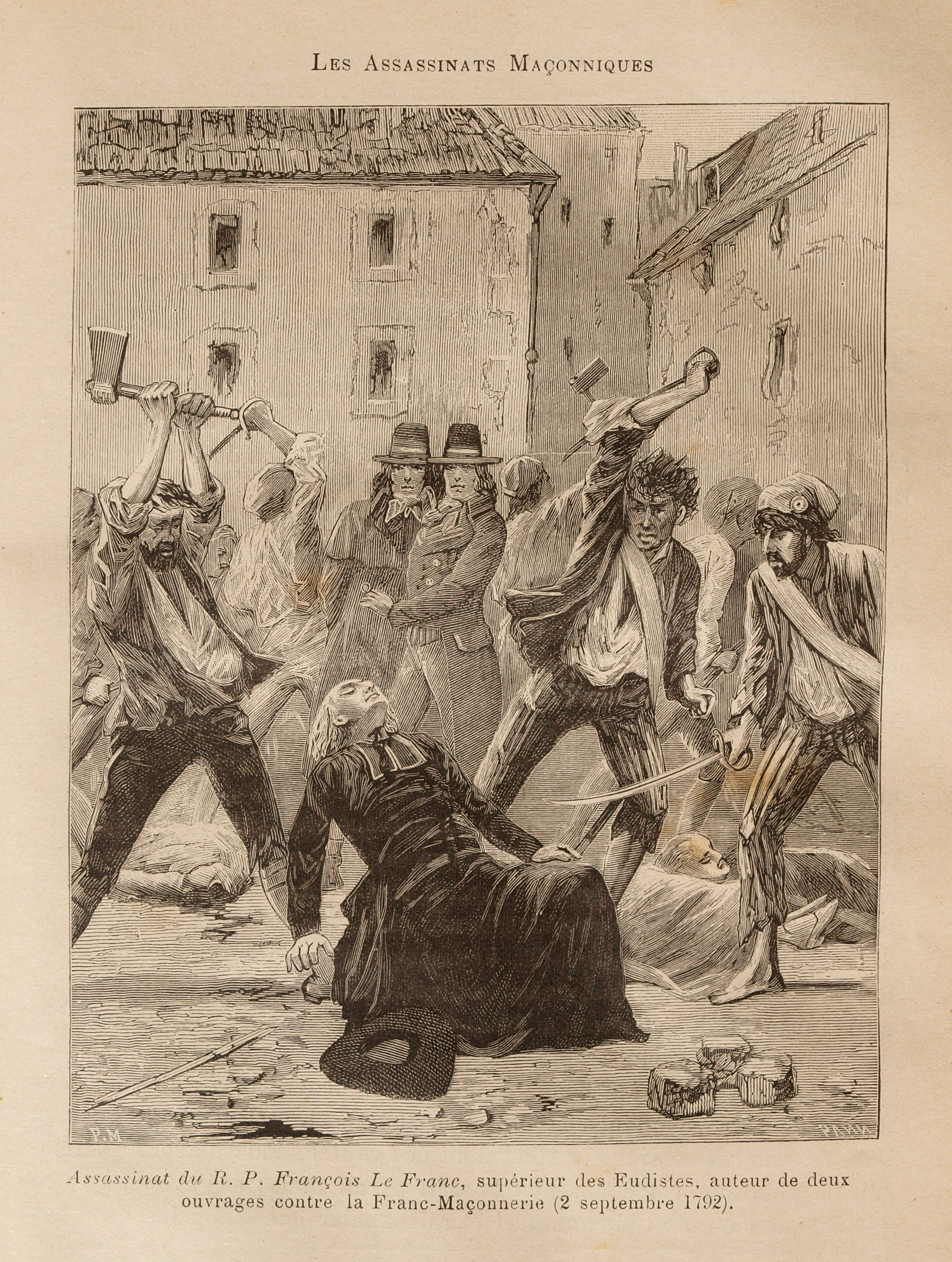
Убийство Жака-Франсуа Лефрана

Жак-Франсуа Лефран (фр. Jacques-François Lefranc; 26 марта 1739, Вир, Нормандия — 2 сентября 1792, Париж) — французский религиозный деятель, аббат, блаженный католической церкви, мученик.

## Биография
Сын часовщика. В 1767 году был рукоположен в священники.
При Старом режиме был настоятелем духовной семинарии Конгрегации Иисуса и Марии. Позже служил генеральным викарием.
Во время Французской революции отказался в июле 1790 года принять гражданскую присягу духовенства как «еретическую и раскольническую».
В мае 1792 года все неприсягнувшие священники подлежали депортации — аббат Лефран был арестован и заключён в монастыре кармелитов, превращённом в тюрьму для бывших священнослужителей. Во время «Сентябрьской резни» 2 сентября 1792 года стал одной из жертв революционной толпы. Убит вместе со 180 другими священнослужителями.
Автор нескольких работ: «Le Voile levé pour les curieux, ou le Secret de la Révolution révélé, à l’aide de la Franc-Maçonnerie,» (1791), в которой впервые выдвинул тезис о том, что за Французской Революцией стоит масонский заговор, а также «Conjuration contre la religion catholique et les souverains, dont le projet, conçu en France, doit s’exécuter dans l’univers entier, ouvrage utile à tous les Français» (1792) и «L'Origine et la déclaration mystérieuse des francs-maçons» (опубликована в 1793).
17 октября 1926 года беатифицирован (причислен к лику блаженных) папой Пием XI.